# Алфёрова, Евдокия Саввична
Евдокия Саввична Алфёрова (в девичестве — Заозёрная, в первом браке — Савельева; 8 сентября 1925, Кулебовка, Екатеринославский округ — 15 апреля 2014, Днепродзержинск, Днепропетровская область) — передовик советского сельского хозяйства, звеньевая колхоза имени Ильича Перещепинского района Днепропетровской области, Герой Социалистического Труда (1949).

## Биография
Родилась 8 сентября 1925 года в селе Кулебовка Новомосковского района Днепропетровской области в украинской крестьянской семье.
В 1941 году окончила обучение в семилетней школе и трудоустроилась в колхоз имени Шевченко учётчиком.
С 1941 по 1943 годы проживала на оккупированной территории. После освобождения села в 1943 году вновь стала работать в колхозе имени Ильича учётчиком, а позже перешла трудиться звеньевой. В 1948 году получила высокий урожай зерновых — 41 центнер пшеницы с гектара на площади 20 гектаров.
Указом Президиума Верховного Совета СССР от 6 июня 1949 года за получение высоких показателей в сельском хозяйстве и рекордные урожаи зерновых Евдокии Саввичне Заозёрной (в замужестве Алфёровой) было присвоено звание Героя Социалистического Труда с вручением ордена Ленина и медали «Серп и Молот».
В 1950 году поступила учиться в школу по подготовке руководителей. В 1953 году стала трудиться агрономом в колхозе имени Маленкова, а затем в колхозе имени Сталина Перещепинского района. В 1960 году получила высшее образование, окончив обучение в Днепропетровском сельскохозяйственном институте. Направлена работать агрономом-экономистом в колхоз имени Фрунзе Солонянского района. Позже работала главным экономистом в управлении сельского хозяйства.
Была делегатом XVIII съезда Компартии Украины.
Проживала в городе Днепродзержинске. Умерла 15 апреля 2014 года.

## Награды
За трудовые успехи была удостоена:
- Медаль «Серп и Молот» (06.06.1949);
- орден Ленина (06.06.1949);
- другие медали.